# Dewildemania lancifolia
Dewildemania lancifolia là một loài thực vật có hoa trong họ Cúc. Loài này được (O.Hoffm.) Kalanda mô tả khoa học đầu tiên năm 1981.